# Гарсия, Эбер
Эбер Даниэль Гарсия Торреальба (исп. Heber Daniel García Torrealba; род. 27 марта 1997, Венесуэла) — венесуэльский футболист, полузащитник клуба «Суд Америка».

## Карьера

### Клубная
Эбер начал футбольную карьеру в клубе «Португеса», за основной состав которого он дебютировал 10 августа 2014 года во встрече с «Льянерос». 4 октября 2015 года полузащитник отметился первым забитым мячом, а спустя две недели двумя голами принёс своему клубу победу над «Минерос Гуаяна».
В начале 2016 года Гарсия перешёл в «Депортиво Ла Гуайра». Первую встречу провёл 13 марта 2016 года против «Атлетико Венесуэла». Однако Эбер редко попадал даже в заявку на игры, приняв участие только в 6 матчах.
2 февраля 2017 года полузащитник подписал контракт с уругвайским клубом «Суд Америка», в составе которого дебютировал 19 февраля, а спустя месяц отметился первым забитым мячом.

### В сборной
В 2017 году Гарсия принял участие в Молодёжном чемпионате Южной Америки. Полузащитник провёл на турнире три матча своей команды, получившей право выступить на молодёжном чемпионате мира.